# آندرس فو راسموسن
آندرس فو راسموسن (به دانمارکی: Anders Fogh Rasmussen) (زاده ۲۶ ژانویه ۱۹۵۳) سیاست‌مدار دانمارکی است که از نوامبر سال ۲۰۰۱ میلادی تا ۵ آوریل ۲۰۰۹ نخست‌وزیر دانمارک بود او پس از نخست‌وزیری و در آوریل ۲۰۰۹ به دبیر کلی ناتو برگزیده شد. او رهبری «حزب لیبرال» و ریاست ائتلاف راست میانه با مشارکت حزب لیبرال و «حزب محافظه‌کار مردم» دانمارک را بر عهده داشت. سیاست‌های دولت او عمدتاً بر محدودیت بر مهاجرت افراد غیر اروپایی و نرخ مالیات ثابت استوار بود.

## دبیر کل ناتو
پس از اعلام نامزدی راسموسن برای تصدی دبیر کلی ناتو، ترکیه به علت سخنان راسموسن در زمان جنجال کاریکاتورهای محمد در یولاندز پستن و دادن مجوز به یک شبکه تلویزیونی گروه کرد پ.ک. ک در دانمارک به مخالفت با او پرداخت ولی پس از مذاکرات عبدالله گل رئیس‌جمهور ترکیه با باراک اوباما، در نهایت ترکیه با دبیر کلی او موافقت کرد. عبدالله گل پس از این اتفاق هرگونه اختلاف در ترکیه بر سر دبیر کلی راسموسن را رد کرد. چند ساعت پس از موافقت عبدالله گل با دبیر کلی راسموسن، اردوغان به انتقاد از راسموسن پرداخت درحالی‌که عبدالله گل راسموسن را از موفق‌ترین نخست‌وزیران اروپا خواند و بیان کرد که نیازی به برجسته کردن موضوعات مذهبی نیست. برخی رسانه‌های ترکیه مدعی شدند که ترکیه چند شرط برای دبیر کلی راسموسن قرار داده است که یکی از این شروط عذرخواهی راسموسن دراجلاس تمدن‌ها در استانبول ترکیه بود. راسموسن در آن اجلاس ضرورت احترام به مذاهب را یادآور شد و اعلام کرد که هرگز خود تصویر مذهبی از جمله تصویر محمد پیامبر اسلام را رسم نخواهد کرد. ولی اعلام کرد که عذرخواهی نخواهد کرد.
او در اکتبر سال ۲۰۱۴ جای خود را به ینس استولتنبرگ سیاستمدار نروژی داد.